# La Chasse au météore
Pour le téléfilm de Roger Iglésis, voir La Chasse au météore (téléfilm).
La Chasse au météore est un roman de Jules Verne, publié en 1908 à titre posthume.

## Historique
Jules Verne conserva dans ses notes de travail une coupure de presse relatant le passage d'un bolide traversant le nord de la France le soir du 16 août 1901. Il commence la rédaction du roman peu après. Le roman est achevé par Jules Verne dès 1901, mais n'est publié qu'en 1908, après la mort de l'écrivain, chez l'éditeur Hetzel.
En 1986, la Société Jules-Verne publie la version originale. Dans celle-ci, le météore suit sa trajectoire sans la moindre déviation et chute sur la Terre. Dans la version réécrite par Michel Verne, un nouveau personnage, Zéphyrin Xirdal, contrôle le bolide par une de ses inventions et le fait tomber dans un endroit qu'il a choisi. Le météore, composé d'or, va ensuite disparaître au large du Groenland.

## Résumé
Deux astronomes américains se disputent la paternité d'un météore qu'ils ont tous deux aperçu. Cette rivalité met à mal le projet de mariage que le fils de l'un et la fille de l'autre ont formé, surtout quand des observations plus approfondies révèlent que le bolide est composé d'or pur.
Pendant ce temps, un scientifique français fantasque met au point un appareil capable de changer la trajectoire du météore, au point de le faire chuter à l'endroit où il le souhaite. Toutefois, totalement désintéressé sur le plan financier et ne voyant que l'intérêt scientifique de son invention, il peine à comprendre le déchaînement des foules au sujet de la chute de l'objet.

## Commentaires
Ce roman est écrit en 1901, c'est-à-dire après le décès de l'éditeur Hetzel et la blessure de l'écrivain par son neveu (voir article Jules Verne).
Un téléfilm, La Chasse au météore, a été réalisé en 1966 par Roger Iglesis.

## Éditions
Éditions du texte de Jules Verne :
- Société Jules Verne. 1986.
- Éditions Alain Stanké. 1988.
- Grama. Le Passé du Futur. 1994.
- Éditions de l'Archipel. 2002.
- Gallimard Folio. 2004.